# Stictocema
Stictocema is een geslacht van kevers uit de familie bladkevers (Chrysomelidae).
De wetenschappelijke naam van het geslacht werd in 1906 gepubliceerd door Martin Jacoby.

## Soorten
- Stictocema annulicornis Laboissiere, 1940
- Stictocema fasciata Jacoby, 1906
- Stictocema maculicollis Jacoby, 1906
- Stictocema pulchella Laboissiere, 1929
- Stictocema smaragdina Laboissiere, 1922